# Франция на зимних Олимпийских играх 2010
Франция принимала участие в зимних Олимпийских играх 2010 года, которые проходили в Ванкувере (Канада) с 12 по 28 февраля, где её представляли 108 спортсменов в тринадцати видах спорта. На церемонии открытия Олимпийских игр флаг Франции нёс биатлонист Венсан Дефран, а на церемонии закрытия — биатлонистка, серебряный призёр Олимпийский игр в Ванкувере, Сандрин Байи.
Зимние Олимпийские игры 2010 для Франции стали успешными зимними играми — было завоёвано 11 олимпийских медалей: 3 золотые, 2 серебряные и 6 бронзовые. В неофициальном медальном зачёте Франция заняла 11-е место.

## Медали
| Золото  |                                                          |                                                    |            |
| №       | Спортсмены                                               | Вид спорта (дисциплина)                            | Дата       |
| 1       | Венсан Же                                                | Биатлон (мужчины, спринт)                          | 14 февраля |
| 2       | Джейсон Лами-Шаппюи                                      | Лыжное двоеборье (нормальный трамплин/10 км)       | 14 февраля |
| 3       | Мартен Фуркад                                            | Биатлон (мужчины, масс-старт)                      | 21 февраля |
| Серебро |                                                          |                                                    |            |
| №       | Спортсмены                                               | Вид спорта (дисциплина)                            | Дата       |
| 1       | Дебора Антоньо                                           | Сноуборд (женщины, бордеркросс)                    | 16 февраля |
| 2       | Мари-Лор Брюне Сильви Бекар Мари Дорен-Абер Сандрин Байи | Биатлон (женщины, эстафета)                        | 23 февраля |
| Бронза  |                                                          |                                                    |            |
| №       | Спортсмены                                               | Вид спорта (дисциплина)                            | Дата       |
| 1       | Мари Дорен                                               | Биатлон (женщины, спринт)                          | 13 февраля |
| 2       | Тони Рамуан                                              | Сноуборд (мужчины, хафпайп)                        | 15 февраля |
| 3       | Мари-Лор Брюне                                           | Биатлон (женщины, гонка преследования)             | 16 февраля |
| 4       | Венсан Же                                                | Биатлон (мужчины, гонка преследования)             | 16 февраля |
| 5       | Марион Жоссран                                           | Фристайл (женщины, ски-кросс)                      | 23 февраля |
| 6       | Матьё Боццетто                                           | Сноуборд (мужчины, параллельный гигантский слалом) | 27 февраля |

| Медали по видам спорта | Медали по видам спорта | Медали по видам спорта | Медали по видам спорта | Медали по видам спорта |
| ---------------------- | ---------------------- | ---------------------- | ---------------------- | ---------------------- |
| Вид спорта             | 1                      | 2                      | 3                      | Итого                  |
| Биатлон                | 1                      | 2                      | 3                      | 6                      |
| Лыжное двоеборье       | 1                      | 0                      | 0                      | 1                      |
| Сноуборд               | 0                      | 1                      | 2                      | 3                      |
| Фристайл               | 0                      | 0                      | 1                      | 1                      |
| Всего                  | 2                      | 3                      | 6                      | 11                     |

## Состав и результаты

### Биатлон
Мужчины
| Соревнование         | Спортсмены                                         | Стрельба | Время     | Место |
| -------------------- | -------------------------------------------------- | -------- | --------- | ----- |
| Спринт               | Венсан Же                                          | 0+0      | 24:07,8   | 1     |
| Спринт               | Мартен Фуркад                                      | 3+0      | 26:25,6   | 35    |
| Спринт               | Венсан Дефран                                      | 2+1      | 27:14,6   | 53    |
| Спринт               | Симон Фуркад                                       | 1+3      | 27:53,0   | 71    |
| Гонка преследования  | Венсан Же                                          | 0+0+1+1  | 34:06,6   | 3     |
| Гонка преследования  | Венсан Дефран                                      | 0+0+0+0  | 35:35,6   | 22    |
| Гонка преследования  | Симон Фуркад                                       | 1+0+2+2  | 36:28,4   | 34    |
| Индивидуальная гонка | Мартен Фуркад                                      | 1+0+2+0  | 50:55,4   | 14    |
| Индивидуальная гонка | Венсан Дефран                                      | 0+1+2+0  | 52:14,9   | 26    |
| Индивидуальная гонка | Симон Фуркад                                       | 3+0+0+1  | 53:06,2   | 40    |
| Индивидуальная гонка | Венсан Же                                          | 1+1+0+2  | 54:37,5   | 60    |
| Масс-старт           | Мартен Фуркад                                      | 2+0+0+1  | 35:46,2   | 2     |
| Масс-старт           | Венсан Же                                          | 0+0+0+1  | 36:10,3   | 8     |
| Масс-старт           | Симон Фуркад                                       | 0+1+0+0  | 36:28,1   | 14    |
| Эстафета             | Венсан Же Венсан Дефран Симон Фуркад Мартен Фуркад | 1+9      | 1:23:16,2 | 6     |

Женщины
| Соревнование         | Спортсмены                                               | Стрельба | Время     | Место |
| -------------------- | -------------------------------------------------------- | -------- | --------- | ----- |
| Спринт               | Мари Дорен                                               | 0+0      | 20:06,5   | 3     |
| Спринт               | Мари-Лор Брюне                                           | 0+0      | 20:23,3   | 6     |
| Спринт               | Сандрин Байи                                             | 1+1      | 20:45,3   | 15    |
| Спринт               | Сильви Бекар                                             | 1+1      | 21:21,6   | 29    |
| Гонка преследования  | Мари-Лор Брюне                                           | 0+0+0+0  | 30:44,3   | 3     |
| Гонка преследования  | Мари Дорен                                               | 0+1+0+1  | 32:03,2   | 17    |
| Гонка преследования  | Сандрин Байи                                             | 1+0+1+3  | 33:15,0   | 27    |
| Гонка преследования  | Сильви Бекар                                             | 1+0+2+0  | 33:34,8   | 29    |
| Индивидуальная гонка | Мари-Лор Брюне                                           | 0+1+0+1  | 42:44,4   | 12    |
| Индивидуальная гонка | Сильви Бекар                                             | 1+1+1+0  | 44:13,2   | 30    |
| Индивидуальная гонка | Мари Дорен                                               | 2+1+0+1  | 46:17,7   | 51    |
| Индивидуальная гонка | Сандрин Байи                                             | 1+0+3+1  | 46:28,8   | 52    |
| Масс-старт           | Сандрин Байи                                             | 0+0+2+0  | 36:02,0   | 7     |
| Масс-старт           | Мари-Лор Брюне                                           | 0+0+1+2  | 36:39,5   | 15    |
| Масс-старт           | Мари Дорен                                               | 1+0+0+0  | 36:40,9   | 16    |
| Эстафета             | Мари-Лор Брюне Сильви Бекар Мари Дорен-Абер Сандрин Байи | 2+8      | 1:10:09,1 | 2     |

### Горнолыжный спорт
Мужчины
| Соревнование      | Спортсмены           | Скоростной спуск/ 1 спуск | Скоростной спуск/ 1 спуск | Слалом/ 2 спуск | Слалом/ 2 спуск | Всего   | Место |
| Соревнование      | Спортсмены           | Время                     | Место                     | Время           | Место           | Всего   | Место |
| ----------------- | -------------------- | ------------------------- | ------------------------- | --------------- | --------------- | ------- | ----- |
| Скоростной спуск  | Давид Пуассон        | Не проводится             | Не проводится             | Не проводится   | Не проводится   | 1:54,82 | 7     |
| Скоростной спуск  | Адриен Тео           | Не проводится             | Не проводится             | Не проводится   | Не проводится   | 1:55,40 | 16    |
| Скоростной спуск  | Гильермо Файе        | Не проводится             | Не проводится             | Не проводится   | Не проводится   | 1:56,20 | 26    |
| Скоростной спуск  | Жоан Кларе           | Не проводится             | Не проводится             | Не проводится   | Не проводится   | 1:56,20 | 27    |
| Суперкомбинация   | Адриен Тео           | 1:55,05                   | 14                        | 52,92           | 24              | 2:47,97 | 12    |
| Суперкомбинация   | Жюльен Лизеру        | 1:57,18                   | 35                        | 51,18           | 8               | 2:48,36 | 18    |
| Суперкомбинация   | Тома Мермийо-Блонден | 1:56,50                   | 29                        | 52,12           | 15              | 2:48,62 | 19    |
| Суперкомбинация   | Жоан Кларе           | DNF                       | DNF                       | DNF             | DNF             | DNF     | DNF   |
| Супергигант       | Адриен Тео           | Не проводится             | Не проводится             | Не проводится   | Не проводится   | 1:31,24 | 13    |
| Супергигант       | Гильермо Файе        | Не проводится             | Не проводится             | Не проводится   | Не проводится   | 1:32,03 | 22    |
| Супергигант       | Готье де Тессье      | Не проводится             | Не проводится             | Не проводится   | Не проводится   | 1:33,17 | 31    |
| Супергигант       | Давид Пуассон        | Не проводится             | Не проводится             | Не проводится   | Не проводится   | DNF     | DNF   |
| Гигантский слалом | Стив Миссилье        | 1:18,20                   | 12                        | 1:21,23         | 14              | 2:38,43 | 13    |
| Гигантский слалом | Сипрьен Ришар        | 1:17,86                   | 7                         | DNF             | DNF             | DNF     | DNF   |
| Гигантский слалом | Готье де Тессье      | 1:19,50                   | 31                        | DNS             | DNS             | DNS     | DNS   |
| Гигантский слалом | Тома Мермийо-Блонден | DNF                       | DNF                       | DNF             | DNF             | DNF     | DNF   |
| Слалом            | Жюльен Лизеру        | 48,82                     | 8                         | 51,90           | 10              | 1:40,72 | 9     |
| Слалом            | Максим Тиссо         | 49,52                     | 16                        | 52,02           | 14              | 1:41,54 | 16    |
| Слалом            | Тома Мермийо-Блонден | 49,90                     | 21                        | 52,58           | 24              | 1:42,48 | 21    |
| Слалом            | Стив Миссилье        | 49,49                     | 15                        | DNF             | DNF             | DNF     | DNF   |

Женщины
| Соревнование      | Спортсмены        | Скоростной спуск/ 1 спуск | Скоростной спуск/ 1 спуск | Слалом/ 2 спуск | Слалом/ 2 спуск | Всего   | Место |
| Соревнование      | Спортсмены        | Время                     | Место                     | Время           | Место           | Всего   | Место |
| ----------------- | ----------------- | ------------------------- | ------------------------- | --------------- | --------------- | ------- | ----- |
| Скоростной спуск  | Мари Маршан-Арвье | Не проводится             | Не проводится             | Не проводится   | Не проводится   | 1:46,22 | 7     |
| Скоростной спуск  | Орели Ревийе      | Не проводится             | Не проводится             | Не проводится   | Не проводится   | 1:47,92 | 17    |
| Скоростной спуск  | Ингрид Жакмо      | Не проводится             | Не проводится             | Не проводится   | Не проводится   | 1:48,85 | 23    |
| Скоростной спуск  | Марион Роллан     | Не проводится             | Не проводится             | Не проводится   | Не проводится   | DNF     | DNF   |
| Суперкомбинация   | Мари Маршан-Арвье | 1:25,41                   | 5                         | 46,41           | 18              | 2:11,82 | 10    |
| Суперкомбинация   | Сандрин Обер      | 1:29,50                   | 26                        | 44,46           | 3               | 2:13,96 | 20    |
| Супергигант       | Ингрид Жакмо      | Не проводится             | Не проводится             | Не проводится   | Не проводится   | 1:21,77 | 10    |
| Супергигант       | Орели Ревийе      | Не проводится             | Не проводится             | Не проводится   | Не проводится   | 1:24,08 | 22    |
| Супергигант       | Мари Маршан-Арвье | Не проводится             | Не проводится             | Не проводится   | Не проводится   | DNF     | DNF   |
| Гигантский слалом | Таина Барьо       | 1:15,14                   | 2                         | 1:12,65         | 24              | 2:27,79 | 9     |
| Гигантский слалом | Анемон Мармоттан  | 1:16,55                   | 19                        | 1:11,45         | 4               | 2:28,00 | 11    |
| Гигантский слалом | Оливия Бертран    | 1:16,32                   | 17                        | 1:11,81         | 13              | 2:28,13 | 12    |
| Гигантский слалом | Тесса Ворле       | 1:15,80                   | 9                         | 1:12,74         | 25              | 2:28,54 | 16    |
| Слалом            | Сандрин Обер      | 51,68                     | 7                         | 52,78           | 8               | 1:44,46 | 5     |
| Слалом            | Анн-Софи Барте    | 53,82                     | 31                        | 54,01           | 27              | 1:47,83 | 26    |
| Слалом            | Настасья Ноэн     | 54,49                     | 36                        | 54,08           | 29              | 1:48,57 | 29    |
| Слалом            | Клэр Дотерив      | DNF                       | DNF                       | DNF             | DNF             | DNF     | DNF   |

### Кёрлинг

#### Мужчины
Состав
| Четвёртый         | Третий      | Второй    | Ведущий     | Запасной      |
| ----------------- | ----------- | --------- | ----------- | ------------- |
| Тома Дюфур (скип) | Тони Анжибу | Жан Дюкро | Ришар Дюкро | Рафаэль Матьё |

Круговой турнир
|  | Команды, выходящие в полуфинал    |
|  | Команды, участвующие в тай-брейке |

| Место | Команда        | В | П | КЗ | КП | ВЭ | ПЭ | ОЭ | УЭ | ППД |
| ----- | -------------- | - | - | -- | -- | -- | -- | -- | -- | --- |
| 1     | Канада         | 9 | 0 | 75 | 36 | 36 | 28 | 14 | 2  | 85  |
| 2     | Норвегия       | 7 | 2 | 64 | 43 | 40 | 32 | 15 | 7  | 84  |
| 3     | Швейцария      | 6 | 3 | 53 | 45 | 35 | 33 | 20 | 8  | 81  |
| 4     | Швеция         | 5 | 4 | 50 | 52 | 34 | 36 | 20 | 6  | 82  |
| 5     | Великобритания | 5 | 4 | 57 | 44 | 35 | 29 | 20 | 9  | 81  |
| 6     | Германия       | 4 | 5 | 48 | 60 | 35 | 38 | 11 | 9  | 75  |
| 7     | Франция        | 3 | 6 | 31 | 58 | 22 | 34 | 16 | 7  | 73  |
| 8     | Китай          | 2 | 7 | 52 | 60 | 37 | 37 | 9  | 7  | 77  |
| 9     | Дания          | 2 | 7 | 40 | 57 | 31 | 29 | 12 | 6  | 78  |
| 10    | США            | 2 | 7 | 43 | 59 | 32 | 41 | 18 | 9  | 76  |

| Команда | 1 | 2 | 3 | 4 | 5 | 6 | 7 | 8 | 9 | 10 | Всего |
| Китай   | 0 | 0 | 0 | 1 | 0 | 0 | 3 | 0 | 1 | 0  | 5     |
| Франция | 1 | 0 | 0 | 0 | 1 | 2 | 0 | 0 | 0 | 2  | 6     |

| Команда        | 1 | 2 | 3 | 4 | 5 | 6 | 7 | 8 | 9 | 10 | Всего |
| Великобритания | 1 | 2 | 1 | 0 | 2 | 0 | 0 | 1 | 2 | x  | 9     |
| Франция        | 0 | 0 | 0 | 2 | 0 | 1 | 1 | 0 | 0 | x  | 4     |

| Команда | 1 | 2 | 3 | 4 | 5 | 6 | 7 | 8 | 9 | 10 | Всего |
| Франция | 0 | 0 | 2 | 0 | 1 | 1 | 1 | 0 | x | x  | 5     |
| Канада  | 1 | 3 | 0 | 5 | 0 | 0 | 0 | 3 | x | x  | 12    |

| Команда | 1 | 2 | 3 | 4 | 5 | 6 | 7 | 8 | 9 | 10 | Всего |
| Франция | 0 | 0 | 0 | 1 | 0 | 0 | 2 | 0 | 0 | 0  | 3     |
| США     | 0 | 0 | 0 | 0 | 1 | 0 | 0 | 0 | 2 | 1  | 4     |

| Команда  | 1 | 2 | 3 | 4 | 5 | 6 | 7 | 8 | 9 | 10 | Всего |
| Франция  | 0 | 0 | 3 | 1 | 0 | 0 | 0 | 0 | x | x  | 4     |
| Германия | 2 | 0 | 0 | 0 | 2 | 1 | 2 | 2 | x | x  | 9     |

| Команда | 1 | 2 | 3 | 4 | 5 | 6 | 7 | 8 | 9 | 10 | Всего |
| Швеция  | 1 | 0 | 2 | 0 | 0 | 0 | 1 | 0 | 0 | 0  | 4     |
| Франция | 0 | 2 | 0 | 0 | 0 | 0 | 0 | 0 | 2 | 1  | 5     |

| Команда  | 1 | 2 | 3 | 4 | 5 | 6 | 7 | 8 | 9 | 10 | Всего |
| Франция  | 0 | 0 | 0 | 1 | 0 | 1 | 0 | 0 | x | x  | 2     |
| Норвегия | 1 | 1 | 1 | 0 | 1 | 0 | 3 | 2 | x | x  | 9     |

| Команда | 1 | 2 | 3 | 4 | 5 | 6 | 7 | 8 | 9 | 10 | 11 | Всего |
| Франция | 1 | 1 | 0 | 2 | 0 | 0 | 0 | 0 | 1 | 0  | 1  | 6     |
| Дания   | 0 | 0 | 1 | 0 | 3 | 0 | 0 | 0 | 0 | 1  | 0  | 5     |

| Команда   | 1 | 2 | 3 | 4 | 5 | 6 | 7 | 8 | 9 | 10 | Всего |
| Швейцария | 2 | 0 | 0 | 0 | 0 | 2 | 1 | 1 | 0 | x  | 6     |
| Франция   | 0 | 0 | 0 | 1 | 0 | 0 | 0 | 0 | 1 | x  | 2     |

### Конькобежный спорт
Мужчины
Индивидуальные гонки
| Соревнование | Спортсмены     | Результат | Место |
| ------------ | -------------- | --------- | ----- |
| 1500 метров  | Паскаль Бриан  | 1:50,71   | 33    |
| 5000 метров  | Алексис Контен | 6:19,58   | 6     |
| 10000 метров | Алексис Контен | 13:12,11  | 4     |

### Лыжное двоеборье
| Соревнование        | Спортсмены                                                    | Прыжки с трамплина | Прыжки с трамплина | Лыжная гонка | Лыжная гонка | Лыжная гонка | Итоговое время | Место |
| Соревнование        | Спортсмены                                                    | Результат          | Место              | Гандикап     | Результат    | Место        | Итоговое время | Место |
| ------------------- | ------------------------------------------------------------- | ------------------ | ------------------ | ------------ | ------------ | ------------ | -------------- | ----- |
| Нормальный трамплин | Джейсон Лами-Шаппюи                                           | 124,0              | 5                  | +0:46        | 25:01,1      | 5            | 25:47,1        | 1     |
| Нормальный трамплин | Себастьен Лакруа                                              | 113,0              | 29                 | +1:30        | 25:26,3      | 16           | 26:56,3        | 19    |
| Нормальный трамплин | Жонатан Фелиса                                                | 112,0              | 30                 | +1:34        | 26:03,7      | 30           | 27:37,7        | 30    |
| Нормальный трамплин | Франсуа Бро                                                   | 122,0              | 8                  | +0:54        | 26:58,3      | 37           | 27:52,3        | 34    |
| Большой трамплин    | Франсуа Бро                                                   | 116,3              | 5                  | +0:43        | 26:16,6      | 31           | 26:59,6        | 14    |
| Большой трамплин    | Джейсон Лами-Шаппюи                                           | 91,5               | 29                 | +2:22        | 25:22,6      | 10           | 27:44,6        | 18    |
| Большой трамплин    | Себастьен Лакруа                                              | 101,2              | 21                 | +1:43        | 26:02,2      | 26           | 27:45,2        | 19    |
| Большой трамплин    | Максим Лаэрт                                                  | 80,0               | 39                 | +3:08        | 26:24,2      | 33           | 29:32,2        | 38    |
| Эстафета            | Максим Лаэрт Франсуа Бро Себастьен Лакруа Джейсон Лами-Шаппюи | 474,7              | 5                  | +0:43        | 49:28,4      | 3            | 50:11,4        | 4     |

### Лыжные гонки
Мужчины
Дистанционные гонки
| Соревнование                 | Спортсмены                                                  | Результат | Место |
| ---------------------------- | ----------------------------------------------------------- | --------- | ----- |
| 15 км свободным стилем       | Винсен Витто                                                | 34:16,2   | 5     |
| 15 км свободным стилем       | Морис Манифика                                              | 34:27,4   | 6     |
| 15 км свободным стилем       | Эммануэль Жоннье                                            | 34:55,1   | 20    |
| 15 км свободным стилем       | Жан-Марк Гайяр                                              | 35:20,5   | 32    |
| Гонка преследования 15+15 км | Винсен Витто                                                | 1:16:23,4 | 15    |
| Гонка преследования 15+15 км | Морис Манифика                                              | 1:17:58,2 | 26    |
| Гонка преследования 15+15 км | Жан-Марк Гайяр                                              | 1:19:48,1 | 30    |
| Гонка преследования 15+15 км | Робин Дювийяр                                               | 1:23:57,6 | 50    |
| Масс-старт 50 км             | Винсен Витто                                                | 2:05:49,6 | 13    |
| Масс-старт 50 км             | Жан-Марк Гайяр                                              | 2:06:38,0 | 19    |
| Масс-старт 50 км             | Сирил Миранда                                               | 2:11:56,9 | 38    |
| Эстафета 4×10 км             | Жан-Марк Гайяр Морис Манифика Винсен Витто Эммануэль Жоннье | 1:45:26,3 | 4     |

Спринт
| Соревнование     | Спортсмены                 | Квалификация  | Квалификация  | Четвертьфинал        | Четвертьфинал        | Четвертьфинал        | Полуфинал            | Полуфинал            | Полуфинал            | Финал                | Финал                | Итоговое место |
| Соревнование     | Спортсмены                 | Результат     | Место         | Заезд                | Результат            | Место                | Заезд                | Результат            | Место                | Результат            | Место                | Итоговое место |
| ---------------- | -------------------------- | ------------- | ------------- | -------------------- | -------------------- | -------------------- | -------------------- | -------------------- | -------------------- | -------------------- | -------------------- | -------------- |
| Спринт           | Сирил Миранда              | 3:38,83       | 17            | 2                    | 3:37,3               | 3                    | Завершил выступление | Завершил выступление | Завершил выступление | Завершил выступление | Завершил выступление | 16             |
| Спринт           | Родди Даррагон             | 3:41,88       | 31            | Завершил выступление | Завершил выступление | Завершил выступление | Завершил выступление | Завершил выступление | Завершил выступление | Завершил выступление | Завершил выступление | 31             |
| Командный спринт | Винсен Витто Сирил Миранда | Не проводится | Не проводится | Не проводится        | Не проводится        | Не проводится        | 2                    | 18:43,8              | 3                    | 19:18,7              | 7                    | 7              |

Женщины
Дистанционные гонки
| Соревнование                   | Спортсмены                                              | Результат | Место |
| ------------------------------ | ------------------------------------------------------- | --------- | ----- |
| 10 км свободным стилем         | Карин Лорен Филиппо                                     | 26:27,9   | 26    |
| 10 км свободным стилем         | Орор Жан                                                | 27:30,2   | 46    |
| 10 км свободным стилем         | Селия Буржуа                                            | 27:31,4   | 47    |
| 10 км свободным стилем         | Лор Бартелеми                                           | 28:43,9   | 61    |
| Гонка преследования 7,5+7,5 км | Карин Лорен Филиппо                                     | 42:21,2   | 19    |
| Гонка преследования 7,5+7,5 км | Орор Жан                                                | 42:51,7   | 32    |
| Гонка преследования 7,5+7,5 км | Сесиль Сторти                                           | 44:24,3   | 44    |
| Гонка преследования 7,5+7,5 км | Эмили Вина                                              | 44:45,0   | 48    |
| Масс-старт на 30 км            | Карин Лорен Филиппо                                     | 1:33:11,4 | 10    |
| Масс-старт на 30 км            | Орор Жан                                                | 1:33:58,3 | 14    |
| Масс-старт на 30 км            | Сесиль Сторти                                           | DNF       | DNF   |
| Эстафета 4×5 км                | Орор Жан Карин Лорен Филиппо Селия Буржуа Сесиль Сторти | 56:30,6   | 6     |

Спринт
| Соревнование     | Спортсмены                        | Квалификация  | Квалификация  | Четвертьфинал | Четвертьфинал | Четвертьфинал | Полуфинал             | Полуфинал             | Полуфинал             | Финал                 | Финал                 | Итоговое место |
| Соревнование     | Спортсмены                        | Результат     | Место         | Заезд         | Результат     | Место         | Заезд                 | Результат             | Место                 | Результат             | Место                 | Итоговое место |
| ---------------- | --------------------------------- | ------------- | ------------- | ------------- | ------------- | ------------- | --------------------- | --------------------- | --------------------- | --------------------- | --------------------- | -------------- |
| Спринт           | Орор Жан                          | 3:48,52       | 23            | 5             | 3:48,7        | 5             | Завершила выступление | Завершила выступление | Завершила выступление | Завершила выступление | Завершила выступление | 24             |
| Командный спринт | Карин Лорен Филиппо Лор Бартелеми | Не проводится | Не проводится | Не проводится | Не проводится | Не проводится | 1                     | 18:42,2               | 1                     | 19:04,2               | 9                     | 9              |

### Прыжки на лыжах с трамплина
| Соревнование                  | Спортсмены                                                           | Квалификация  | Квалификация  | Финал                | Финал                | Финал                 | Финал                 | Финал                 | Финал                 | Итоговое место |
| Соревнование                  | Спортсмены                                                           | Результат     | Место         | 1 прыжок             | 1 прыжок             | 2 прыжок              | 2 прыжок              | Всего                 | Место                 | Итоговое место |
| Соревнование                  | Спортсмены                                                           | Результат     | Место         | Результат            | Место                | Результат             | Место                 | Всего                 | Место                 | Итоговое место |
| ----------------------------- | -------------------------------------------------------------------- | ------------- | ------------- | -------------------- | -------------------- | --------------------- | --------------------- | --------------------- | --------------------- | -------------- |
| Нормальный трамплин           | Эммануэль Шедаль                                                     | 127,0         | 13            | 120,0                | 21                   | 114,5                 | 28                    | 234,5                 | 24                    | 24             |
| Нормальный трамплин           | Венсан Декомб-Севуа                                                  | 123,5         | 18            | 113,5                | 29                   | 116,5                 | 24                    | 230,0                 | 28                    | 28             |
| Нормальный трамплин           | Давид Ладзарони                                                      | 117,5         | 25            | 101,0                | 47                   | Завершил выступление  | Завершил выступление  | Завершил выступление  | Завершил выступление  | 47             |
| Нормальный трамплин           | Александр Маббу                                                      | 97,5          | 50            | Завершил выступление | Завершил выступление | Завершил выступление  | Завершил выступление  | Завершил выступление  | Завершил выступление  | 50             |
| Большой трамплин              | Эммануэль Шедаль                                                     | 225,5         | 10            | 99,8                 | 26                   | 125,7                 | 7                     | 225,5                 | 13                    | 13             |
| Большой трамплин              | Венсан Декомб-Севуа                                                  | 117,9         | 26            | 101,0                | 23                   | 110,6                 | 19                    | 211,6                 | 21                    | 21             |
| Большой трамплин              | Давид Ладзарони                                                      | 105,0         | 35            | 85,6                 | 34                   | Завершил выступление  | Завершил выступление  | Завершил выступление  | Завершил выступление  | 34             |
| Большой трамплин              | Александр Маббу                                                      | 76,1          | 48            | Завершил выступление | Завершил выступление | Завершил выступление  | Завершил выступление  | Завершил выступление  | Завершил выступление  | 48             |
| Большой трамплин среди команд | Венсан Декомб-Севуа Давид Ладзарони Александр Маббу Эммануэль Шедаль | Не проводится | Не проводится | 419,8                | 9                    | Завершили выступление | Завершили выступление | Завершили выступление | Завершили выступление | 9              |

### Санный спорт
Мужчины
| Соревнование | Спортсмены | 1 заезд   | 1 заезд | 2 заезд   | 2 заезд | 3 заезд   | 3 заезд | 4 заезд   | 4 заезд | Итоговый результат | Итоговое место |
| Соревнование | Спортсмены | Результат | Место   | Результат | Место   | Результат | Место   | Результат | Место   | Итоговый результат | Итоговое место |
| ------------ | ---------- | --------- | ------- | --------- | ------- | --------- | ------- | --------- | ------- | ------------------ | -------------- |
| Одиночки     | Тома Жиро  | 49,077    | 22      | 49,192    | 23      | 49,424    | 23      | 49,157    | 26      | 3:16,850           | 22             |

### Скелетон
Мужчины
| Соревнование | Спортсмены        | 1 заезд   | 1 заезд | 2 заезд   | 2 заезд | 3 заезд   | 3 заезд | 4 заезд   | 4 заезд | Итоговый результат | Итоговое место |
| Соревнование | Спортсмены        | Результат | Место   | Результат | Место   | Результат | Место   | Результат | Место   | Итоговый результат | Итоговое место |
| ------------ | ----------------- | --------- | ------- | --------- | ------- | --------- | ------- | --------- | ------- | ------------------ | -------------- |
| Мужчины      | Грегори Сен-Женье | 53,40     | 15      | 53,16     | 9       | 53,32     | 16      | 53,43     | 20      | 3:33,31            | 15             |

### Сноуборд
Хафпайп
| Соревнование | Спортсмены      | Квалификация | Квалификация | Квалификация | Квалификация | Полуфинал             | Полуфинал             | Полуфинал             | Финал                 | Финал                 | Финал                 | Итоговое место |
| Соревнование | Спортсмены      | Заезд        | 1 спуск      | 2 спуск      | Место        | 1 спуск               | 2 спуск               | Место                 | 1 спуск               | 2 спуск               | Место                 | Итоговое место |
| ------------ | --------------- | ------------ | ------------ | ------------ | ------------ | --------------------- | --------------------- | --------------------- | --------------------- | --------------------- | --------------------- | -------------- |
| Мужчины      | Матьё Крепель   | 1            | 32,6         | 2,5          | 6            | 37,2                  | 22,6                  | 4                     | 25,9                  | 8,7                   | 10                    | 10             |
| Мужчины      | Гари Зебровски  | 1            | 31,6         | 18,7         | 8            | 20,1                  | 36,1                  | 7                     | Завершил выступление  | Завершил выступление  | Завершил выступление  | 13             |
| Мужчины      | Алуан Риккьярди | 1            | 25,4         | 37,9         | 4            | 33,2                  | 12,8                  | 9                     | Завершил выступление  | Завершил выступление  | Завершил выступление  | 15             |
| Мужчины      | Артур Лонго     | 2            | 34,5         | 32,4         | 10           | Завершил выступление  | Завершил выступление  | Завершил выступление  | Завершил выступление  | Завершил выступление  | Завершил выступление  | 19             |
| Женщины      | Софи Родригес   | 1            | 30,1         | 34,5         | 11           | 36,9                  | 9,5                   | 5                     | 34,4                  | 8,3                   | 5                     | 5              |
| Женщины      | Мирабель Товекс | 1            | 14,6         | 24,0         | 20           | Завершила выступление | Завершила выступление | Завершила выступление | Завершила выступление | Завершила выступление | Завершила выступление | 20             |

Бордеркросс
| Соревнование | Спортсмены         | Квалификация | Квалификация | 1/8 финала    | 1/8 финала    | Четвертьфинал        | Четвертьфинал        | Полуфинал             | Полуфинал             | Финал                 | Финал                 | Итоговое место |
| Соревнование | Спортсмены         | Результат    | Место        | Заезд         | Место         | Заезд                | Место                | Заезд                 | Место                 | Название              | Место                 | Итоговое место |
| ------------ | ------------------ | ------------ | ------------ | ------------- | ------------- | -------------------- | -------------------- | --------------------- | --------------------- | --------------------- | --------------------- | -------------- |
| Мужчины      | Тони Рамуан        | 1:22,34      | 14           | 5             | 2             | 3                    | 2                    | 2                     | 2                     | Большой               | 3                     | 3              |
| Мужчины      | Пьер Вольтье       | 1:21,63      | 6            | 6             | 1             | 3                    | 3                    | Завершил выступление  | Завершил выступление  | Завершил выступление  | Завершил выступление  | 9              |
| Мужчины      | Ксавье де ле Ру    | 1:21,33      | 4            | 4             | 4             | Завершил выступление | Завершил выступление | Завершил выступление  | Завершил выступление  | Завершил выступление  | Завершил выступление  | 19             |
| Мужчины      | Поль-Анри де ле Ру | 1:23,57      | 23           | 7             | 3             | Завершил выступление | Завершил выступление | Завершил выступление  | Завершил выступление  | Завершил выступление  | Завершил выступление  | 25             |
| Женщины      | Дебора Антоньо     | 1:27,5       | 7            | Не проводится | Не проводится | 4                    | 2                    | 2                     | 2                     | Большой               | 2                     | 2              |
| Женщины      | Нелли Моэнн-Локкоз | 1:27,3       | 6            | Не проводится | Не проводится | 3                    | 2                    | 2                     | 3                     | Малый                 | 2                     | 6              |
| Женщины      | Клэр Шапото        | 1:30,9       | 13           | Не проводится | Не проводится | 2                    | 4                    | Завершила выступление | Завершила выступление | Завершила выступление | Завершила выступление | 13             |

Параллельный гигантский слалом
| Соревнование | Спортсмены         | Квалификация | Квалификация | Квалификация | Квалификация | 1/8 финала            | Четвертьфинал         | Стадия                | Полуфинал             | Финал                 | Место |
| Соревнование | Спортсмены         | 1 спуск      | 2 спуск      | Всего        | Место        | Соперник Результат    | Соперник Результат    | Стадия                | Соперник Результат    | Соперник Результат    | Место |
| ------------ | ------------------ | ------------ | ------------ | ------------ | ------------ | --------------------- | --------------------- | --------------------- | --------------------- | --------------------- | ----- |
| Мужчины      | Матьё Боццето      | 38,69        | 39,26        | 1:17,95      | 9            | SWEД. Бивесон В −0,36 | USAК. Клаг В DNF      | Плей-офф              | AUTБ. Карл П +3,70    | За 3-е место          | 3     |
| Мужчины      | Матьё Боццето      | 38,69        | 39,26        | 1:17,95      | 9            | SWEД. Бивесон В −0,36 | USAК. Клаг В DNF      | Плей-офф              | AUTБ. Карл П +3,70    | RUSС. Детков В DSQ    | 3     |
| Мужчины      | Сильвен Дюфур      | 38,18        | 38,61        | 1:16,79      | 2            | SLOР. Фландер П +1,65 | Завершил выступление  | Завершил выступление  | Завершил выступление  | Завершил выступление  | 10    |
| Женщины      | Камиль де Фокомпре | 41,35        | 42,38        | 1:23,73      | 6            | AUTИ. Мешик П +4,88   | Завершила выступление | Завершила выступление | Завершила выступление | Завершила выступление | 11    |
| Женщины      | Натали Десмар      | 41,89        | 43,82        | 1:25,71      | 18           | Завершила выступление | Завершила выступление | Завершила выступление | Завершила выступление | Завершила выступление | 18    |

### Фигурное катание
| Соревнование              | Спортсмены                           | Обязательный танец | Обязательный танец | Короткая программа/ оригинальный танец | Короткая программа/ оригинальный танец | Произвольная программа/ произвольный танец | Произвольная программа/ произвольный танец | Всего        | Всего |
| Соревнование              | Спортсмены                           | Сумма баллов       | Место              | Сумма баллов                           | Место                                  | Сумма баллов                               | Место                                      | Сумма баллов | Место |
| ------------------------- | ------------------------------------ | ------------------ | ------------------ | -------------------------------------- | -------------------------------------- | ------------------------------------------ | ------------------------------------------ | ------------ | ----- |
| Мужское одиночное катание | Флоран Амодьо                        | Не проводится      | Не проводится      | 75,35                                  | 11                                     | 134,95                                     | 15                                         | 210,30       | 12    |
| Мужское одиночное катание | Бриан Жубер                          | Не проводится      | Не проводится      | 68,00                                  | 18                                     | 132,22                                     | 16                                         | 200,22       | 16    |
| Парное катание            | Ванесса Джеймс / Янник Бонер         | Не проводится      | Не проводится      | 51,16                                  | 15                                     | 105,07                                     | 12                                         | 158,33       | 13    |
| Танцы на льду             | Изабель Делобель / Оливье Шонфельдер | 37,99              | 6                  | 58,68                                  | 7                                      | 97,06                                      | 6                                          | 193,73       | 6     |
| Танцы на льду             | Натали Пешала / Фабьян Бурза         | 36,13              | 9                  | 59,99                                  | 6                                      | 94,37                                      | 7                                          | 190,49       | 7     |

### Фристайл
Могул
| Соревнование | Спортсмены   | Квалификация | Квалификация | Квалификация | Финал                | Финал                | Финал                | Итоговое место |
| Соревнование | Спортсмены   | Время        | Очки         | Место        | Время                | Очки                 | Место                | Итоговое место |
| ------------ | ------------ | ------------ | ------------ | ------------ | -------------------- | -------------------- | -------------------- | -------------- |
| Мужчины      | Гильбо Кола  | 23,35        | 25,93        | 1            | 22,90                | 25,74                | 6                    | 6              |
| Мужчины      | Пьер Ош      | 23,85        | 23,19        | 17           | 24,96                | 23,62                | 12                   | 12             |
| Мужчины      | Арно Бюрий   | 24,50        | 22,58        | 22           | Завершил выступление | Завершил выступление | Завершил выступление | 22             |
| Мужчины      | Антони Бенна | RNS          | RNS          | 30           | Завершил выступление | Завершил выступление | Завершил выступление | 30             |

Ски-кросс
| Соревнование | Спортсмены      | Квалификация | Квалификация | 1/8 финала | 1/8 финала | Четвертьфинал         | Четвертьфинал         | Полуфинал             | Полуфинал             | Финал                 | Финал                 | Итоговое место |
| Соревнование | Спортсмены      | Результат    | Место        | Заезд      | Место      | Заезд                 | Место                 | Заезд                 | Место                 | Название              | Место                 | Итоговое место |
| ------------ | --------------- | ------------ | ------------ | ---------- | ---------- | --------------------- | --------------------- | --------------------- | --------------------- | --------------------- | --------------------- | -------------- |
| Мужчины      | Энак Гаваджио   | 1:13,90      | 13           | 4          | 1          | 2                     | 1                     | 1                     | 4                     | Малый                 | 1                     | 5              |
| Мужчины      | Сильвен Мьяийе  | 1:13,91      | 14           | 5          | 1          | 3                     | 3                     | Завершил выступление  | Завершил выступление  | Завершил выступление  | Завершил выступление  | 11             |
| Мужчины      | Ксавье Кун      | 1:12,91      | 3            | 5          | 4          | Завершил выступление  | Завершил выступление  | Завершил выступление  | Завершил выступление  | Завершил выступление  | Завершил выступление  | 29             |
| Мужчины      | Тед Пиккар      | 1:14,10      | 16           | 1          | 4          | Завершил выступление  | Завершил выступление  | Завершил выступление  | Завершил выступление  | Завершил выступление  | Завершил выступление  | 30             |
| Женщины      | Марион Жоссеран | 1:19,42      | 13           | 4          | 2          | 2                     | 2                     | 1                     | 2                     | Большой               | 3                     | 3              |
| Женщины      | Офелье Дави     | 1:18,14      | 6            | 3          | 1          | 2                     | 4                     | Завершила выступление | Завершила выступление | Завершила выступление | Завершила выступление | 16             |
| Женщины      | Шло Жорже       | 1:22,03      | 28           | 6          | 4          | Завершила выступление | Завершила выступление | Завершила выступление | Завершила выступление | Завершила выступление | Завершила выступление | 25             |

### Шорт-трек
Мужчины
| Соревнование | Спортсмены                                                               | Отборочный раунд | Отборочный раунд | Отборочный раунд | Четвертьфинал        | Четвертьфинал        | Четвертьфинал        | Полуфинал            | Полуфинал            | Полуфинал            | Финал                | Финал                | Финал                | Итоговое место |
| Соревнование | Спортсмены                                                               | Забег            | Результат        | Место            | Забег                | Результат            | Место                | Забег                | Результат            | Место                | Название             | Результат            | Место                | Итоговое место |
| ------------ | ------------------------------------------------------------------------ | ---------------- | ---------------- | ---------------- | -------------------- | -------------------- | -------------------- | -------------------- | -------------------- | -------------------- | -------------------- | -------------------- | -------------------- | -------------- |
| 500 метров   | Тибо Фоконне                                                             | 5                | 41,730           | 1                | 2                    | 51,339               | 4                    | Завершил выступление | Завершил выступление | Завершил выступление | Завершил выступление | Завершил выступление | Завершил выступление | 13             |
| 1000 метров  | Тибо Фоконне                                                             | 6                | 1:27,080         | 2                | 2                    | 1:26,213             | 4                    | Завершил выступление | Завершил выступление | Завершил выступление | Завершил выступление | Завершил выступление | Завершил выступление | 15             |
| 1000 метров  | Максим Шатанье                                                           | 3                | DSQ              | DSQ              | Завершил выступление | Завершил выступление | Завершил выступление | Завершил выступление | Завершил выступление | Завершил выступление | Завершил выступление | Завершил выступление | Завершил выступление | —              |
| 1500 метров  | Жан Шарль Маттей                                                         | 5                | 2:33,989         | 5                | Не проводится        | Не проводится        | Не проводится        | 2                    | 2:36,291             | 7                    | Завершил выступление | Завершил выступление | Завершил выступление | 21             |
| 1500 метров  | Бенжамен Масе                                                            | 3                | 2:12,875         | 4                | Не проводится        | Не проводится        | Не проводится        | Завершил выступление | Завершил выступление | Завершил выступление | Завершил выступление | Завершил выступление | Завершил выступление | 22             |
| 1500 метров  | Максим Шатанье                                                           | 6                | DSQ              | DSQ              | Не проводится        | Не проводится        | Не проводится        | Завершил выступление | Завершил выступление | Завершил выступление | Завершил выступление | Завершил выступление | Завершил выступление | —              |
| Эстафета     | Максим Шатанье Тибо Фоконне Бенжамен Масе Жереми Массон Жан Шарль Маттей | Не проводится    | Не проводится    | Не проводится    | Не проводится        | Не проводится        | Не проводится        | 1                    | 6:51,071             | 3                    | A                    | 6:51,566             | 5                    | 5              |

Женщины
| Соревнование | Спортсмены      | Отборочный раунд | Отборочный раунд | Отборочный раунд | Четвертьфинал         | Четвертьфинал         | Четвертьфинал         | Полуфинал             | Полуфинал             | Полуфинал             | Финал                 | Финал                 | Финал                 | Итоговое место |
| Соревнование | Спортсмены      | Забег            | Результат        | Место            | Забег                 | Результат             | Место                 | Забег                 | Результат             | Место                 | Название              | Результат             | Место                 | Итоговое место |
| ------------ | --------------- | ---------------- | ---------------- | ---------------- | --------------------- | --------------------- | --------------------- | --------------------- | --------------------- | --------------------- | --------------------- | --------------------- | --------------------- | -------------- |
| 500 метров   | Вероник Пьеррон | 8                | 45,218           | 2                | 4                     | 1:10,899              | 4                     | Завершила выступление | Завершила выступление | Завершила выступление | Завершила выступление | Завершила выступление | Завершила выступление | 14             |
| 500 метров   | Стефани Бувье   | 1                | 44,376           | 3                | Завершила выступление | Завершила выступление | Завершила выступление | Завершила выступление | Завершила выступление | Завершила выступление | Завершила выступление | Завершила выступление | Завершила выступление | 18             |
| 1000 метров  | Стефани Бувье   | 6                | 1:36,199         | 2                | 2                     | 1:30,420              | 4                     | Завершила выступление | Завершила выступление | Завершила выступление | Завершила выступление | Завершила выступление | Завершила выступление | 13             |
| 1500 метров  | Стефани Бувье   | 2                | 2:24,966         | 4                | Не проводится         | Не проводится         | Не проводится         | Завершила выступление | Завершила выступление | Завершила выступление | Завершила выступление | Завершила выступление | Завершила выступление | 22             |